# Heteroscyphus splendens
Heteroscyphus splendens là một loài rêu tản trong họ Geocalycaceae. Loài này được (Lehm. & Lindenb.) Grolle miêu tả khoa học lần đầu tiên năm 1984.